# Austreholmen
Ne doit pas être confondu avec Austreholmen (Lindås).
Austreholmen est une île norvégienne du comté de Hordaland appartenant administrativement à Myking.

## Description
Il s'agit d'un groupe rocheux pratiquement désertique qui s'étend sur environ 155 m de longueur pour une largeur approximative de 125 m. 